# Elisa Carrillo Cabrera
Elisa Carrillo Cabrera (Texcoco de Mora, 1981) è una danzatrice messicana, prima ballerina del Staatsballett Berlin dal 2011 al 2024.

## Biografia
Elisa Carrillo Cabrera è nata nel 1981 a Texcoco, ha studiato all'Instituto Nacional de Bellas Artes y Literatura dal 1988 al 1990 e si è perfezionata all'English National Ballet School dal 1997 al 1999.
Nel 1999 è stata scritturata nel corps de ballet del Balletto di Stoccarda, di cui è diventata solista. Nel 2007 si è unita al Staatsballett Berlin in veste di solista e quattro anni dopo è stata proclamata prima ballerina della compagnia.
Nel corso della sua carriera ha danzato in molti dei grandi ruoli femminili del repertorio, tra cui Nikiya e Gamzatti ne La Bayadère, Mercedes in Don Chisciotte, Myrtha in Giselle, Smeraldi in Jewels e Olga in Onegin. Nel 2019 ha vinto il Prix Benois de la Danse per la sua Giulietta nel Romeo e Giulietta di Nacho Duato.
Dopo aver dato l'addio alle scene nel 2024, nel 2025 viene nominata nuova direttrice della John Cranko Schule di Stoccarda.
Cabrera è sposata con il collega Mikhail Kaniskin.